# 卡梅伦·霍尔
卡梅伦·霍尔（英語：Cameron Hall，1957年1月2日—），加拿大男子篮球运动员。他曾代表加拿大获得1976年夏季奥运会男子篮球比赛第四名。他在1977年和1978年间效力于杜克大学蓝魔篮球队。